# Aleucanitis cailino
Aleucanitis cailino är en fjärilsart som beskrevs av Lefèbvre 1827. Aleucanitis cailino ingår i släktet Aleucanitis och familjen nattflyn. Inga underarter finns listade i Catalogue of Life.